# Nižné Repaše
Nižné Repaše (em húngaro: Alsórépás; alemão: Unter-Ripsch) é um município da Eslováquia, situado no distrito de Levoča, na região de Prešov. Tem 10,33 km² de área e sua população em 2018 foi estimada em 168 habitantes.

## Demografia
| Ano:        | 1994 | 2004    | 2014    | 2024    |
| ----------- | ---- | ------- | ------- | ------- |
| Broj ljudi: | 251  | 212     | 183     | 149     |
| Razlika:    |      | -15,53% | -13,67% | -18,57% |

| Ano:               | 2023 | 2024 |
| ------------------ | ---- | ---- |
| Número de pessoas: | 149  | 149  |
| Diferença:         |      | +0%  |